# Paulo Rocha (football, 1954)
Pour les articles homonymes, voir Paulo Rocha.
Paulo Rocha, de son nom complet Paulo José Rocha Baldroegas, est un footballeur portugais né le 2 décembre 1954 à Barreiro au Portugal. Il évoluait au poste de milieu de terrain.

## Biographie

### En club
Il commence sa carrière lors de la saison 1973-1974 avec le Sporting Portugal. Il est sacré Champion du Portugal à la fin de celle-ci,,.
En 1976, il est transféré au Sporting Braga, club qu'il représente pendant cinq saisons,,.
De 1981 à 1983, il évolue au sein du Portimonense SC,,.
Il est ensuite joueur du GD Chaves, d'abord en deuxième division lors des saisons 1983-1984 et 1984-1985 puis en première division en 1985-1986,.
Rocha évolue ensuite dans des clubs de deuxième division : au SC Beira-Mar, au CD Trofense et à Silves,,.
Il raccroche les crampons après une dernière saison 1989-1990 sous les couleurs de l'ACR Alvorense (en),,.
Il dispute un total de 225 matchs pour 20 buts marqués en première division portugaise,. Au sein des compétitions européennes, il dispute un match en Coupe des clubs champions, deux matchs en Coupe des vainqueurs de coupe et quatre matchs en Coupe UEFA.

### En équipe nationale
International portugais, il reçoit une unique sélection en équipe du Portugal. Le 5 mai 1982, il joue un match contre le Brésil (défaite 1-3 à São Luís).

## Palmarès
Sporting Portugal
- Championnat du Portugal (1) : 
  - Champion : 1973-74